# Scheweda
Die Scheweda (russisch Жеведа; ukrainisch Жи́вода) ist ein 13,2 km langer Grenzfluss.
Er bildet von seiner Quelle in unmittelbarer Nähe des Dreiländerecks Russland, Ukraine und Belarus bis zur Mündung
die Grenze zwischen Russland (Oblast Brjansk) und der Ukraine (Oblast Tschernihiw).
Die Scheweda mündet in die Zata (russisch Цата; ukrainisch Цята).